# Gonzalo Fernández de Burgos
Pour les articles homonymes, voir Fernández.
Gonzalo Fernandez, (mort en 915) comte de Burgos mentionné en  888 et en 915 et « comte de Castille » cité entre le 1er août 912 et le 1er mai 915, .
Gonzalo Fernández est le fils de Fernán Nuñez et de Gutira Diáz et le petit-fils du légendaire Nuño Rasura. Sa famille est établie comme comte à Burgos depuis plusieurs générations. Il est lui-même mentionné comme comte aux côtés du roi Alphonse III d'Oviedo et de Munio Núñez, comte de Castille  dans une charte du 1er mars 899. Il est à l'origine de la construction du château de Lara en 902. Il semble avoir exercer la fonction de comte de Castille de 912 à 915 avant d'être exilé dans le royaume de Pampelune entre 920 et 930 dans le contexte de la crise dynastique entre les héritiers d'Alphonse III. À cette époque ses frères Rodrigo  Fernández (mort après 926)  et Nunio Fernández (mort après 932) exercent la fonction de Comtes en Castille vers 921-927.  
Gonzalo Fernández épouse la comitissa Muniadomna (morte un 5 août 935/938) d'origine incertaine, inhumée dans le monastère Sainte Marie de Lara qu'elle avait fondée et qui lui donne :
- Ferdinand González, unificateur de la Castille ;
- Ramiro González.

## Sources
- (es) Gonzalo Martínez Díez El condado de Castilla, 711-1038: la historia frente a la leyenda, Volume II, Junta de Catsilla y Leon, Marcia Pons Historia 2005  (ISBN 8497182758).
- Georges Martin. « Fondations monastiques et territorialité. Comment Rodrigue de Tolède a inventé la Castille ». Dans: Annexes des Cahiers de linguistique et de civilisation hispaniques médiévales. N°15, 2003. p. 243-261.
- Georges Martin. « Les juges de Castille. Mentalités et discours historique dans l'Espagne médiévale ». Dans: Annexes des Cahiers de linguistique hispanique médiévale, volume 6, 1992. p. 5-675.